# Erysiphe vernalis
Erysiphe vernalis är en svampart som tillhör divisionen sporsäcksvampar, och som beskrevs av Petter Adolf Karsten. Erysiphe vernalis ingår i släktet Erysiphe, och familjen Erysiphaceae. Arten är reproducerande i Sverige.